# Hayashi Takehiro
Takehiro Hayashi (sinh ngày 23 tháng 1 năm 1976) là một cầu thủ bóng đá người Nhật Bản.

## Sự nghiệp câu lạc bộ
Takehiro Hayashi đã từng chơi cho Tokushima Vortis.